# Membrana de Bowman

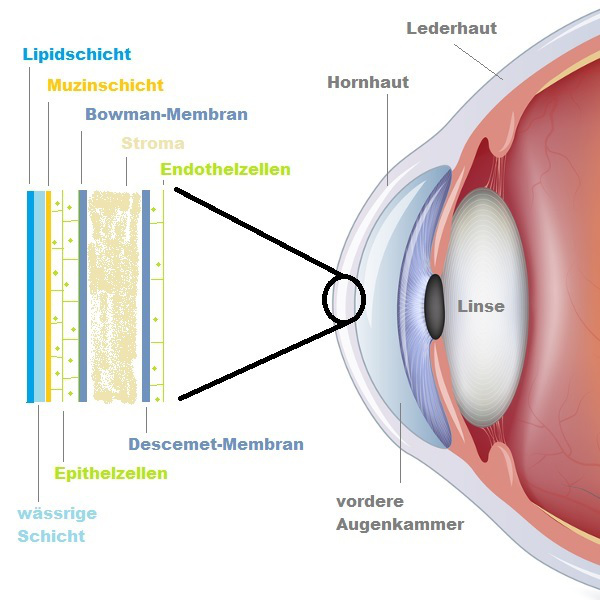
Anatomía del ojo.

La membrana de Bowman es una de las cinco capas de la córnea. Está localizada entre el epitelio externo y el estroma de la misma y su grosor oscila entre 8 y 14 micras. Está compuesta de fibras de colágeno y ayuda a la córnea a mantener su forma. Si la membrana de Bowman se daña, suele quedar una cicatriz como secuela, pues no posee capacidad de regeneración. 
Su nombre se debe a Sir William Bowman (1816-1892), un médico inglés, anatomista y oftalmólogo, que la descubrió.
- Datos: Q2290527